# 卵黄

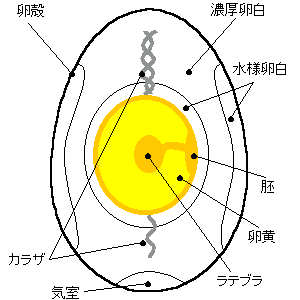
鶏卵の構造

卵黄（らんおう）とは、雌性の生殖細胞である卵細胞に貯蔵される栄養物質。また一般には鶏卵等の卵細胞全体（卵黄の小胞である多数の卵黄球と胚等を含めた球状の部位）を指す。鳥類の卵細胞は人間が器具を用いずに観察できる最大の細胞のひとつである。

## 色と呼び名
肉眼で容易に観察が行える鳥類の卵では多くの場合黄色を呈すことから、日本語では黄身（きみ）と呼び、英語呼称の yolkも古英語で黄色を意味する。色は産卵母体の食餌に強い影響を受け、鶏卵でもさまざまな色にすることが可能である。言語によっては、「赤身」を意味する語で呼ばれることもある。鳥類や爬虫類以外の動物では白や黒、卵が小さいと透明のものもある。

## 解説
鶏卵においては重量の約30%を占め卵黄は卵白の中に浮遊し、大型の卵ではカラザなどで卵殻のほぼ中心に固定された状態で存在する。卵子（卵細胞）内の胚の成長に必要な栄養分が貯蔵されており、卵細胞中に油滴のような形で存在する。卵黄の上面には円形に透明に近い部分が見られるが、ここは卵細胞の細胞質が集中した部分（胚盤）であり、鳥類の卵割はほとんどこの部分に限定して進む（盤割）。受精卵では発生が進むと、黄身の上に胚が乗ったような状態となり、黄身表面には血管が広がって、胚発生に必要な栄養素を胚へ送り、卵割へと進行する。
その他の動物では、卵黄内の栄養素と細胞質の配置によって等割、不等割、表割など卵割の見かけが異なる。

## 鶏卵における誤解

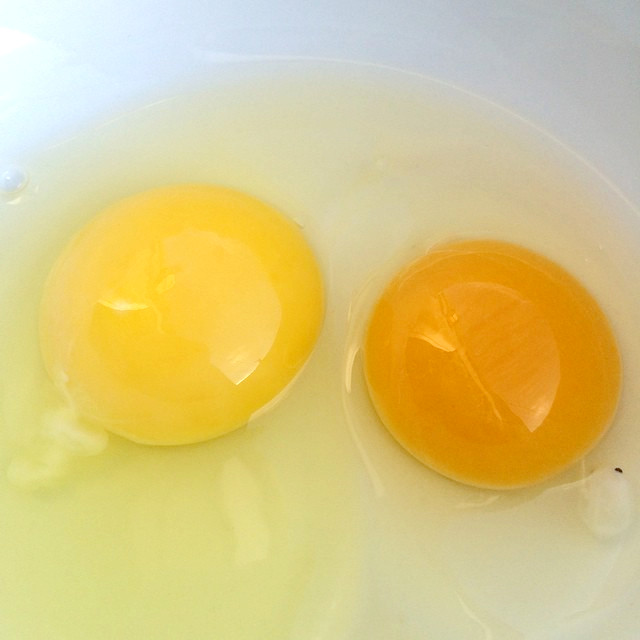
鶏卵卵黄の色の違いの例

鶏卵における色は、薄いクリーム色から濃いオレンジ色まで様々であるが、飼料に由来するルテイン等のカロテノイド系色素によるもので栄養成分の量とは関係がない。日本では、栄養価が高いとの誤解がありより色の濃い物が好まれる傾向にある。